# Cal Jofre (el Pla del Penedès)
Cal Jofre és una casa eclèctica del Pla del Penedès (Alt Penedès) inclosa a l'Inventari del Patrimoni Arquitectònic de Catalunya.

## Descripció
Edifici situat a la part nord del terme. Es tracta d'una casa aïllada, composta de planta baixa, dos pisos i terrat amb balustrada. Hi ha dues torres, situades lateralment a banda i banda sobre planta quadrada i cobertes amb teulada de pavelló. La façana és de composició simètrica, amb balcons a ambdós pisos. Actualment hi ha altres edificacions agrícoles annexes, construïdes sense respectar les característiques formals de la casa original.